# سياسة التأشيرات في بوركينا فاسو

سياسة التأشيرات في بوركينا فاسو

سياسة التأشيرات في بوركينا فاسو تجب على الزائرين لبوركينا فاسو الحصول على تأشيرة من إحدى البعثات الدبلوماسية لبوركينا فاسو في بلادهم، أو إذا أتوا من إحدى الدول المعفاة من التأشيرة نهائياً أو من الدول التي يُسمح لمواطنيها الحصول على تأشيرة دخول لدى وصولهم.

## الإعفاء من التأشيرة
يمكن لمواطني 16 دولة زيارة بوركينا فاسو بدون تأشيرة:
| - بنين - الرأس الأخضر - جمهورية أفريقيا الوسطى - ساحل العاج - غامبيا - غانا - غينيا - غينيا بيساو | - ليبيريا - مالي - موريتانيا - النيجر - نيجيريا - السنغال - سيراليون - توغو |  |

حاملي جوازات السفر الدبلوماسية، القنصلية,الرسمية، الخدمية أو جوازات سفر خاصة الصادرة من كوبا,روسيا,الكونغو أو حاملي جوازات سفر دبلوماسية أو رسمية من تايوان لا يحتاجون إلي تأشيرة لدخول بوركينا فاسو.

## تأشيرة عند الوصول
يمكن لمواطني البلدان التالية(50 جنسية) الحصول على تأشيرة دخول لدى وصولهم إلى المطار أو الحدود:
| - الأرجنتين - أستراليا - النمسا - بلجيكا - البرازيل - كندا - تشاد - كولومبيا - جزر القمر - كوبا - جمهورية التشيك - الدنمارك - جيبوتي - مصر - إريتريا - إستونيا - فنلندا - فرنسا - ألمانيا - اليونان - هونغ كونغ - المجر - آيسلندا - أيرلندا - إيطاليا - كينيا | - لاتفيا - ليبيا - ليختنشتاين - ليتوانيا - لوكسمبورغ - مالطا - موريتانيا - هولندا - نيوزيلندا - النرويج - باراغواي - بيرو - بولندا - البرتغال - ساو تومي وبرينسيب - سلوفاكيا - سلوفينيا - الصومال - إسبانيا - السويد - سويسرا - تايوان - تونس - المملكة المتحدة - الولايات المتحدة - فنزويلا |  |

يمكن لحاملي جوازات السفر الدبلوماسية، القنصلية,الرسمية، الخدمية أو جوازات سفر خاصة الحصول علي التأشيرة عند وصولهم مجاناً.